# KFC Komárno
Komárňanský Futbalový Klub w skrócie KFC Komárno – słowacki klub piłkarski, grający w pierwszej lidze słowackiej, mający siedzibę w mieście Komárno.

## Historyczne nazwy
- 1900 – Komáromi LT (Komáromi Labdarúgó Társaság)
- 1902 – Komáromi FC (Komáromi Football Club)
- 1945 – ŠK Sokol Železničiar Komárno (Športový klub Sokol Železničiar Komárno)
- 194? – Slovan MNV Komárno
- 1951 – TJ Sokol Škoda Komárno (Telovýchovná jednota Sokol Škoda Komárno)
- 1952 – TJ Spartak Komárno (Telovýchovná jednota Spartak Komárno)
- 1984 – TJ Spartak ZŤS Komárno (Telovýchovná jednota Spartak Závody ťažkého strojárstva Komárno)
- 1990 – KFC Komárno (Komárňanský futbalový club Komárno)
- 199? – FK 1899 Komárno (Futbalový klub 1899 Komárno)
- 2002 – KFC Majorka Komárno (Komárňanský futbalový club Majorka Komárno)
- 2007 – KFC Komárno (Komárňanský futbalový club Komárno)

## Stadion
Domowe mecze klub rozgrywa na stadionie Štadión KFC Komárno, położonym w mieście Komárno. Stadion może pomieścić 5000 widzów.